# بولینگشتدت
بولینگشتدت (به آلمانی: Bollingstedt) یک شهر در آلمان است که در اشلسویگ-فلنسبورگ واقع شده‌است. بولینگشتدت ۱٬۴۸۸ نفر جمعیت دارد.